# Aristeo (pitagórico)
Aristeo de Crotona fue un filósofo pitagórico, hijo de Damofonte, que, según Jámblico, fue elegido como sucesor de Pitágoras en la escuela pitagórica. Además, se casó con la viuda de este, Téano, y educó a los hijos que ella había tenido con Pitágoras. Después de Aristeo, el que dirigió la escuela fue Mnemarco, hijo de Pitágoras. Otras fuentes, sin embargo, hacían a Téano no esposa sino discípula de Pitágoras y señalaban que fue Telauges, hijo de Pitágoras, el que sucedió a su padre.